# Gloria Cuartas
Gloria Isabel Cuartas Montoya (18 de junio de 1960) es una política, trabajadora social y defensora de derechos humanos colombiana, nacida en Sabaneta, Antioquia y egresada de la Universidad Pontificia Bolivariana. Fue alcaldesa del municipio de Apartadó entre 1995 y 1997, candidata al Senado de la República de Colombia en 2002, 2006 y 2010, senadora de la República entre mayo y julio de 2010, directora del Instituto Distrital de la Participación y Acción Comunal en 2011 e integrante de Colombianos y Colombianas por la Paz. Obtuvo título de Magister en Geografía del Instituto Geográfico Agustín Codazzi en 2015. Desde septiembre de 2022 fue designada como Directora de la Unidad para la Implementación del Acuerdo de Paz de Colombia del Gobierno de Gustavo Petro.

## Biografía

### Primeros años
Durante su niñez y su adolescencia vivió con sus abuelos y sus tíos maternos, mientras su madre, María Eugenia Montoya, trabajaba en el servicio doméstico y cuidado de enfermos en diferentes regiones del país e incluso en Venezuela. Nunca vivió con su padre, Josué Cuartas, ni tuvo con él una relación significativa.
Cursó sus estudios primarios y secundarios en el Colegio El Carmelo de la congregación de las Carmelitas, desde este tiempo mostró su sensibilidad social, apoyando los trabajos de asistencia adelantados por las religiosas de su colegio. En las misiones adelantadas por las Carmelitas conoció la teología de la liberación, corriente que ha ejercido gran influencia en las diferentes labores que ha desempeñado a lo largo de su vida. Finalizando su etapa escolar Gloria se debatía entre la vida religiosa, la sociología y el trabajo social, optando finalmente por este último.

### Estudios universitarios
En 1979, se radica en la ciudad de Medellín e ingresa a la Universidad Pontificia Bolivariana a la carrera de sociología, sin embargo cuando cursaba segundo semestre decidió trasladarse a la carrera de trabajo social.
Desde su primer semestre en la universidad se vinculó como voluntaria socorrista a la Cruz Roja Colombiana y luego al Grupo de Derecho Internacional Humanitario. El título de licenciada en trabajo social le fue otorgado el 22 de febrero de 1985, tras realizar una monografía acerca de la experiencia comunitaria en la reconstrucción de Cajibío, Cauca, luego del terremoto ocurrido en marzo de 1983.

### Carrera profesional
Gracias a la experiencia adquirida con la realización de su monografía, Cuartas pasó sus primeros años como profesional trabajando en la reconstrucción, con enfoque comunitario, de lugares afectados por terremotos, inundaciones, deslizamientos u otros desastres naturales. A finales de 1990 el gerente del Instituto Nacional de Reforma Urbana (INURBE), Gabirel Jaime Giraldo, la nombró como parte de su grupo de trabajo; en 1991 viajó a Israel donde realizó un curso de Rehabilitación Comunitaria.
Tras su regreso a Colombia renunció a su cargo en el INURBE en 1992 y volvió a Medellín para trabajar con la Empresa Antioqueña de Energía (hoy integrada a las Empresas Públicas de Medellín), donde desarrolló un programa de relaciones empresa-comunidad. Desde esta posición empezó a conocer las dinámicas del conflicto armado en la región del Urabá. A finales de 1993, José Noé Ríos, consejero presidencial para el Urabá, nombró a Cuartas como responsable del programa de vivienda para la región. Gloria Cuartas estuvo allí hasta principios de 1994.

## Alcaldesa de Apartadó

### Candidatura
El municipio de Apartadó, Antioquia, se encuentra localizado en la región del Urabá, una zona que fue ampliamente usada como ruta del narcotráfico y las armas para los paramilitares, los militares y las guerrillas colombianas. Desde finales de los años 1980 el país se estremeció con varias masacres ocurridas en esta región. Varios pactos entre los diferentes grupos armados y políticos de la región intentaron realizarse a principios de los años 1990 sin embargo, hasta 1994, ninguno había sido fructuoso y las masacres continuaban.
No obstante, a mediados de 1994 los diferentes grupos políticos con presencia en Apartadó decidieron deponer sus respectivas candidaturas a la Alcaldía con el fin de encontrar un candidato que aglutinara a todos los sectores. Para entonces Gloria Cuartas se encontraba trabajando en Cali, pero gracias al reconocimiento que había ganado en el municipio por el trabajo realizado en los años anteriores, su nombre fue mencionado por algunos miembros del Partido Comunista y respaldado por doce grupos políticos, entre los que se encontraban el Partido Liberal, la Unión Patriótica y el movimiento político Esperanza, Paz y Libertad, surgido luego de la desmovilización de una parte del Ejército Popular de Liberación (EPL); el consenso creado se denominó Unidad por la Paz.
Gloria Cuartas, que desconocía el consenso que se estaba formando en Apartadó, se enteró de que había sido escogida como candidata a la Alcaldía por los diferentes grupos políticos del municipio un día antes de que cerraran las inscripciones de candidatos. Aceptó la candidatura y ese mismo día viajó hasta Apartadó, se reunió con algunos representantes de los partidos políticos que respaldaron su candidatura y les expuso su lectura sobre las condiciones del municipio, asimismo recogió sus ideas para construir el plan de gobierno con el que se inscribió el 25 de agosto de 1994 como candidata única para las elecciones que se desarrollarían en octubre; el plan se centraba en fortalecer la convivencia, la participación, la seguridad ciudadana, la protección de los derechos humanos y, sobre todo, en enfrentar la violecia por medio de un proceso de paz que incluyese a las comunidades.

### Gestión

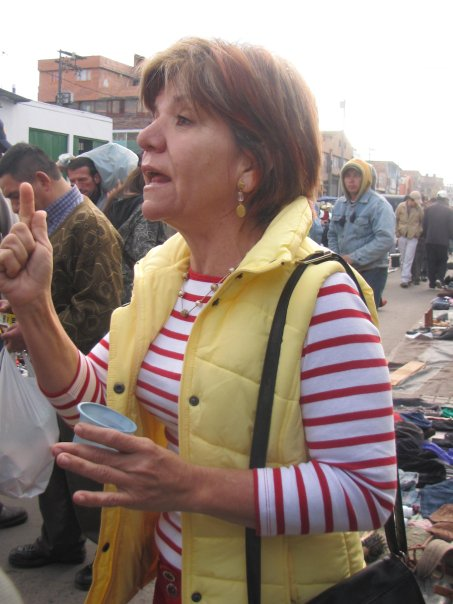
Cuartas en las calles de Bogotá en 2011.

El 30 de octubre de 1994 resultó elegida como alcaldesa de Apartadó con un total de 7.119, presentándose una abstención del 80%; el mismo día fue elegido Álvaro Uribe como gobernador de Antioquia. La toma de posesión se realizó el 1 de enero de 1995. Hacia junio de ese año empezaron a hacer presencia en Apartadó grupos paramilitares que profundizaron la violencia en la zona, aumentando el número de muertos y de desplazados. Entre tanto Gloria Cuartas, junto al entonces Obispo de Apartadó, Isaías Duarte Cancino, realizó numerosos llamados a los actores del conflicto para que pararan sus acciones criminales y se unieran a un diálogo regional.
En octubre de 1995 viajó a Suiza, Holanda y Gran Bretaña en compañía del entonces gobernador de Antioquia, Álvaro Uribe, y el entonces Alto Comisionado para la Paz, Daniel García-Peña, con el fin de invitar a los gobiernos y algunas ONG a conformar una misión observadora que garantizara el cumplimiento de los Convenios de Ginebra y el Derecho Internacional Humanitario por parte de los actores armados con presencia en Apartadó. Tras esta visita a Europa, las relaciones entre Cuartas y Uribe empezaron a tensionarse debido a las distintas perspectivas que tenían sobre la situación, pues mientras para Gloria Cuartas el apoyo internacional debía consistir fundamentalmente en hacer veeduría a posibles acercamientos con los grupos armados, para Uribe debía consistir también en una intervención armada que permitiera que fuerzas extranjeras se encargaran de la pacificación de la región. La visita a Europa logró que la cooperación internacional a proyectos sociales en el Urabá aumentara, sin embargo ningún gobierno u organización vio posible realizar la veeduría solicitada debido a que consideraron que las partes no tenían voluntad para acabar la guerra.
En general, la gestión de Cuartas al frente de la Alcaldía de Apartadó es recordada porque logró hacer visible a nivel nacional e internacional el conflicto que se vivía en el municipio. Sus frecuentes denuncias de ataques a la población civil por parte de los actores del conflicto armado, la hicieron objeto de múltiples amenazas de muerte por parte de las Fuerzas Armadas Revolucionarias de Colombia - Ejército del Pueblo (FARC-EP) y de los grupos paramilitares; además 17 de sus funcionarios en la Alcaldía fueron asesinados.[cita requerida]

### Debate con Álvaro Uribe sobre las CONVIVIR
Para la época en que Cuartas era alcaldesa de Apartadó y Álvaro Uribe era gobernador de Antioquia en el país se debatía acerca de la legalidad o no de las asociaciones CONVIVIR, grupos de civiles armados que prestaban servicios de seguridad. Cuartas se enfrentó al gobernador Uribe en 1996 puesto que este que creó la llamada Convivir Papagayo que para Cuartas «convertía a los jóvenes en máquinas criminales». Desde entonces Cuartas denunció una persecución política por parte de Uribe y de la clase política antioqueña aseverando que estos quisieron vincularla falsamente con las guerrillas. En el año 2018 se declaró ante la JEP como víctima de persecución y muerte política por parte de Álvaro Uribe y el general Rito Alejo del Río.

### Denuncia por presuntos vínculos con las FARC-EP
Cuartas no solo denunció ante la opinión pública y la justicia nacional e internacional a la guerrilla y a los paramilitares, sino también al Ejército Nacional por el asesinato de un niño ocurrido en agosto de 1996, Cuartas solicitaba se investigarán posibles vínculos entre el Ejército Nacional y los paramilitares de la región, la demanda fue respondida con una contrademanda contra Gloria interpuesta por el general Rito Alejo del Río, entonces comandante de la Brigada 17 de Ejército Nacional, condenado a 25 años de cárcel por su complicidad en un homicidio realizado por paramilitares de Urabá en 1997; del Río acusaba a Cuartas por calumnia.
Pocos días después de que se abriera investigación a Cuartas por calumnia, le fue abierto un expediente en la Regional Antioquia de la Fiscalía por el delito de rebelión y colaboración con las FARC-EP; sin embargo en marzo de 1997, luego de varias indagatorias, pruebas y declaraciones, la Fiscalía Regional consideró que no había mérito para abrir investigación contra Cuartas.